# Лилиенталь, Андрэ Арнольдович
А́ндор (Андрэ́ Арно́льдович) Лилиента́ль (венг. Lilienthal Andor; 5 мая 1911, Москва — 8 мая 2010, Будапешт) — венгеро-советский шахматист, тренер, журналист, заслуженный мастер спорта СССР (1948). Чемпион СССР (1940). Чемпион Москвы (1939/40).
Международный гроссмейстер, участник турнира претендентов на мировое первенство (1950).

## Биография
Андрэ Лилиенталь родился в Москве в еврейской семье австро-венгерского происхождения. Его мать была певицей, отец — электромонтёром, а также занимался автогонками, поэтому семья часто была в разъездах — мать на гастролях, а отец на соревнованиях. По этой причине Андрэ и старшая сестра Маргарэт родились в России.
В декабре 1913 года Андрэ вместе с матерью и сестрой переехал на её родину в Будапешт. Отец не смог вернуться на родину, он был интернирован в России и сослан в Оренбург. С отцом семья так и не смогла воссоединиться.
От возникших переживаний у матери пропал голос и она, чтобы прокормить семью, была вынуждена работать ткачихой. Однако семья голодала и матери пришлось отдать детей в приют. Лилиенталь работал батраком у священника — пас коров и свиней, выполнял всю чёрную работу за еду.
Учился в школе для бедняков, бросил учёбу и пошёл работать учеником портного, в 15 лет он получил диплом мастера-портного. Однако устроиться работать портным он так и не смог, перебиваясь случайными заработками. Его одноклассником был Янош Кадар, тогда увлекавшийся шахматами.
В 16 лет начал заниматься шахматами. Попав в тюрьму за нелегальный переход немецко-французской границы, он играл там в шахматы с тюремщиком.
В 1929 году приехал в Вену, где в это время жил его отец, и встретился в сеансе одновременной игры с Хосе Раулем Капабланкой, добившись с ним ничьей.
В 19 лет участвовал в международных турнирах, заняв в 1930 4-5-е место в Париже, затем в Штубрянск-Теплице (Чехословакия), где, набрав 9 из 12, опередил Пирца, Флора и других известных шахматистов.
Самый успешный период его шахматных выступлений приходится на 1933—1934 годы. В 1933-м он добился лучшего индивидуального результата на пятом «Турнире наций» (на запасной доске, 10 из 13) и разделил 2—3-е места с действующим чемпионом мира Алехиным в Гастингсе (1933/34). В 1934 победил на международном турнире в Уйпеште, набрав 11 из 15, впереди Пирца, Флора, Грюнфельда, Штальберга, Видмара, Тартаковера и других; поделил 2-3-е места в Будапеште, 1—3-е в Барселоне.
В следующем, 1935 году разделил 5—6-е места с Ботвинником в Гастингсе, где после эффектной жертвы ферзя одержал на 26-м ходу сенсационную победу над Хосе Раулем Капабланкой.
В 1935 и 1936 Лилиенталь участвовал в 2-м и 3-м Московских международных турнирах, где занял соответственно 8—10-е и 4-е место.
Ещё дважды Лилиенталь успешно выступает за команду Венгрии в «Турнире наций» (1935 и 1937).
В 1937 году (7 августа) на 7-м «Турнире наций» в Стокгольме, победив чемпиона мира Макса Эйве, стал членом символического клуба Михаила Чигорина.
В 1939 году он переехал в СССР, женившись на Евгении. После её смерти женился на Людмиле (1976) и Ольге (1987).

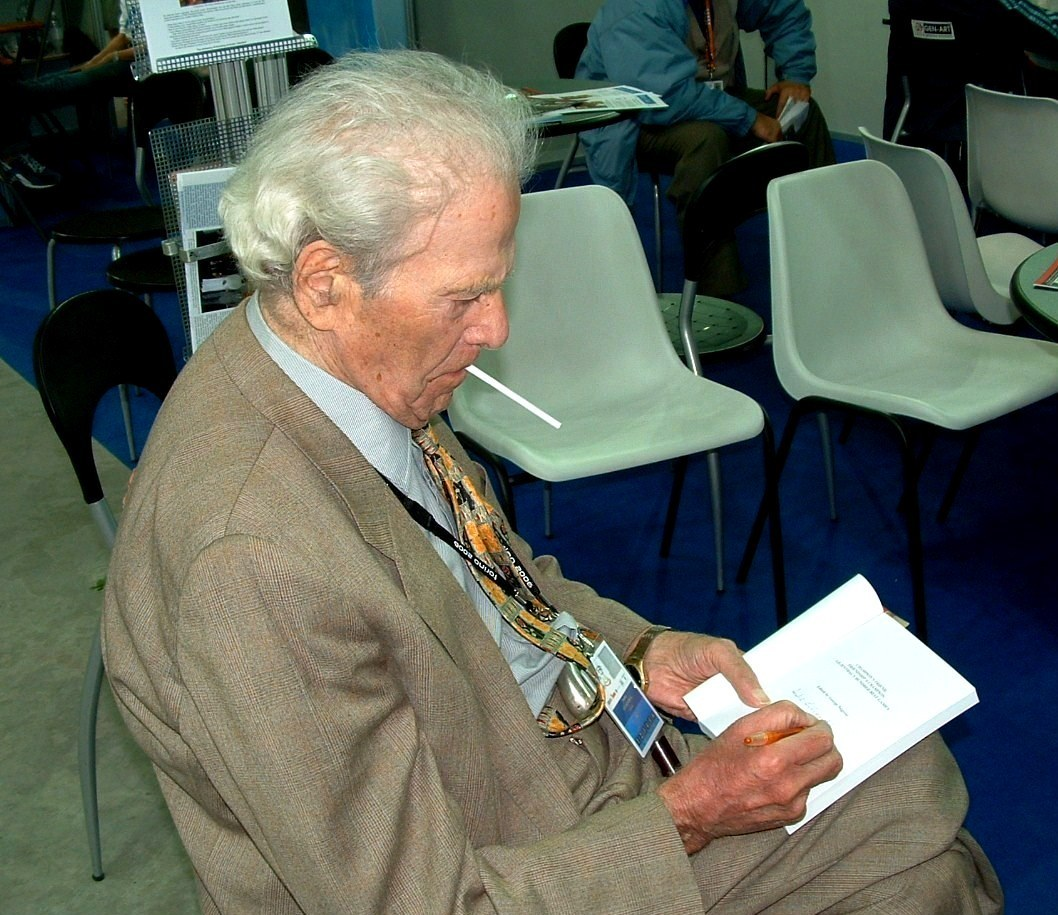
Лилиенталь на шахматной олимпиаде 2006 года в Турине

В 1937 году впервые участвовал в чемпионате СССР (14-е место). В 1940 году стал чемпионом Москвы и вместе с Игорем Бондаревским победил в 12-м чемпионате СССР, опередив В. Смыслова, П. Кереса, И. Болеславского, М. Ботвинника. В так называемом матч-турнире на звание абсолютного чемпиона СССР (1941) Лилиенталь занял 5-е место.
В 1940-х — начале 1950-х гг. участник многочисленных международных соревнований. Лучшие результаты: Иваново (1944) — 3—4-е место; Пярну (1947) — 3-е; межзональный турнир Сальтшобаден (1948) — 5-е; чемпионат Москвы (1949) — 2-е; турнир претендентов Будапешт (1950) — 8—10-е; чемпионат Литвы (1950) — 2—4-е место (вне конкурса). В 1944—54 выступал шесть раз в чемпионатах СССР; лучший результат — 7—8-е место (1947). Участник советской команды в международных матчах СССР — США, СССР — Великобритания, Москва — Прага, Москва — Будапешт.
В 1950-е Лилиенталь был тренером Тиграна Петросяна (до 1970) и Василия Смыслова.
Лилиенталь, если считать партии, сыгранные в неофициальной обстановке, встречался за шахматной доской со всеми чемпионами мира: от второго — Эмануила Ласкера до 12-го — Анатолия Карпова. Он был одним из самых близких друзей Роберта Фишера.
В 1976 году, по просьбе матери, вернулся в Венгрию. Здесь же продолжил тренерскую работу и издал в 1985 году книгу «Моя жизнь — шахматы». Основное содержание книги — партии гроссмейстера, творческий отчёт о его богатой событиями шахматной жизни.

## Награды
- Орден «Знак Почёта» (27.04.1957) — «за успехи, достигнутые в деле развития массового физкультурного движения в стране, повышения мастерства советских спортсменов, и успешное выступление на международных соревнованиях»

## Основные спортивные результаты
| Год     | Турнир                                          | Результат | Место |
| ------- | ----------------------------------------------- | --------- | ----- |
| 1930    | Штубнянске-Теплице                              | 9 из 12   | 1     |
|         | Липтовски-Свати                                 | 8 из 10   | 1-3   |
| 1931    | Чемпионат Венгрии                               | 9½ из 14  | 3     |
| 1933    | Париж                                           | 5½ из 9   | 3-4   |
|         | Чемпионат Венгрии                               | 9 из 14   | 3     |
| 1933/34 | Гастингс                                        | 6½ из 9   | 2-3   |
| 1934    | Будапешт                                        | 10½ из 16 | 2-3   |
|         | Уйпешт                                          | 11 из 15  | 1     |
|         | Ситгес                                          | 10½ из 13 | 1     |
|         | Барселона                                       | 6 из 8    | 1-3   |
| 1935    | 2-й московский международный турнир             | 10 из 19  | 8-10  |
| 1936    | Чемпионат ВЦСПС                                 | 11½ из 18 | 3-4   |
|         | 3-й московский международный турнир             | 9 из 18   | 4     |
| 1937    | 10-й чемпионат СССР                             | 8½ из 19  | 14    |
| 1938    | Чемпионат ВЦСПС                                 | 13 из 21  | 3     |
|         | 18-й чемпионат Москвы                           | 12 из 17  | 3     |
|         | Чемпионат Белоруссии (вне конкурса)             | 10½ из 13 | 1     |
| 1939/40 | 19-й чемпионат Москвы                           | 10 из 13  | 1     |
| 1940    | 12-й чемпионат СССР                             | 13½ из 19 | 1-2   |
| 1941    | Матч-турнир на звание абсолютного чемпиона СССР | 8½ из 20  | 5     |
| 1942    | Куйбышев                                        | 7½ из 11  | 3-5   |
|         | 22-й чемпионат Москвы                           | 10½ из 15 | 3-4   |
| 1944    | 23-й чемпионат Москвы                           | 10½ из 16 | 3     |
|         | Полуфинал 13-го чемпионата СССР (Баку)          | 8 из 11   | 1     |
|         | 13-й чемпионат СССР                             | 7½ из 16  | 8-10  |
|         | Иваново                                         | 7½ из 11  | 3-4   |
| 1944/45 | 24-й чемпионат Москвы                           | 10½ из 16 | 3     |
| 1945    | 14-й чемпионат СССР                             | 9 из 17   | 7-9   |
|         | Радиоматч СССР — США                            | 1 из 2    |       |
| 1946    | Радиоматч СССР — Великобритания                 | 1½ из 2   |       |
|         | Полуфинал 15-го чемпионата СССР (Москва)        | 12 из 17  | 2     |
| 1947    | 15-й чемпионат СССР                             | 10½ из 19 | 7-8   |
|         | Пярну                                           | 8½ из 13  | 3     |
| 1948    | Межзональный турнир                             | 11 из 19  | 5     |
|         | 16-й чемпионат СССР                             | 9 из 18   | 10-11 |
| 1949    | 27-й чемпионат Москвы                           | 11 из 15  | 2     |
|         | 17-й чемпионат СССР                             | 8 из 19   | 13-15 |
| 1950    | Турнир претендентов                             | 7 из 18   | 8-10  |
| 1953    | 31-й чемпионат Москвы                           | 10½ из 15 | 2-3   |
| 1954    | 21-й чемпионат СССР                             | 8 из 19   | 14-16 |
| 1959    | Ташкент                                         | 7½ из 11  | 3-4   |
| 1962    | Москва                                          | 9 из 15   | 3-6   |

## Изменения рейтинга
| Графики недоступны из-за технических проблем. См. информацию на Фабрикаторе и на mediawiki.org. |